# Ihor Gereta
Ihor Petrowycz Gereta (ukr. Ігор Петрович Ґерета; ur. 25 września 1938 w Skomorochach, zm. 5 czerwca 2002 w Tarnopolu) – ukraiński archeolog, polityk i działacz społeczny, historyk sztuki. Był przewodniczącym Tarnopolskiego Oddziału Towarzystwa Naukowego im. Szewczenki (1996). Ponadto był członkiem Narodowego Związku Artystów Ukrainy (2002).

## Biografia
W 1962 r. ukończył studia w Czerniowieckim Uniwersytecie. Po ukończeniu studiów pracował jako kierownik katedry, organizator i kierownik galerii sztuki (1978–1986) oraz czołowy badacz w Tarnopolskim Obwodowym Muzeum Krajoznawczym.
W latach 1965–1966 był prześladowany przez władze radzieckie. W 1991 r. został organizatorem i dyrektorem Instytutu Narodowego Odrodzenia Ukrainy (Tarnopol; w 2002 r. został nazwany na jego cześć).
Pracował jako nauczyciel archeologii i historii Ukrainy, historii sztuki ukraińskiej w Wyższym Seminarium Duchownym i Uniwersytecie Pedagogicznym w Tarnopolu.
Został pochowany w miejscowości Berezowica Wielka w obwodzie tarnopolskim. Od 2004 r. kolekcja Gerety jest przechowywana w Muzeum Sztuki w Tarnopolu.

### Działalność archeologiczna
Od 1964 r. bada stanowiska archeologiczne kultury czerniachowskiej z III-IV w. w obwodzie tarnopolskim, w tym cmentarzysko w Czernielówie Ruskim w obwodzie tarnopolskim.

### Działalność publiczna
Był organizatorem wystaw w Muzeum Sztuki w Tarnopolu (1978), Muzeum Sołomiji Kruszelnyćkiej (1963, Biała, rejon tarnopolski), Muzeum Etnograficzno-Pamiętnikarskim im. Wołodymyra Hnatiuka (1969, Weleśniów, rejon czortkowski), Muzeum Les Kurbas (1987, Skałat Stary, rejon tarnopolski).
W 1994 r. zainicjował utworzenie Tarnopolskiej Eksperymentalnej Szkoły Artystycznej.
Jest autorem artykułów naukowych oraz zbiorów poezji i prozy.

## Nagrody
- 1998 – Zasłużony Działacz Sztuk Ukrainy[1]
- 1997 – Nagroda Literacka imienia braci Bohdana i Lewka Łepkich[1]
- 2002 – Ogólnoukraińska Nagroda Archeologiczna imienia Wikientija Chwojky[1]
- 2003 – Honorowy obywatel Tarnopola[2]

## Pamięć
W 2016 roku w Tarnopolu odsłonięto pomnik Ihora Gerety.
Gwiazda Ihora Gerety znajduje się na Alei Gwiazd.